# Johann Konrad Oertli
Johann Konrad Oertli (1816 - 1861), heimatberechtigt in Teufen, was een Zwitsers politicus.
Johann Konrad Oertli stamde uit een oude Ausserrhoder bestuurdersfamilie. Zijn vader was Landammann Matthias Oertli (1777-1837). Hij studeerde net als zijn vader medicijnen en was sinds 1839 werkzaam als arts in Teufen. Hij was lid van de gemeenteraad van Teufen. Later was hij burgemeester van die stad en lid van de Grote Raad van Appenzell Ausserrhoden. Hij was van april 1850 tot 1852 was hij Regierend Landammann (dat wil zeggen regeringsleider) van Appenzell Ausserrhoden).
Johannes Konrad Oertli was van 1848 tot 1849 de eerste Ausserrhoder die het kanton in de Kantonsraad (eerste kamer Bondsvergadering) vertegenwoordigde.
Johann Konrad Oertli overleed in 1861.